# 666: Kreepy Kerry
666: Kreepy Kerry è un film del 2014 diretto da David DeCoteau.
È il primo film della serie 666 realizzata dal regista.

## Trama
Kerry si iscrive alla Bradbury Academy e fin da subito si ritrova vessato dai bulli. Userà i suoi poteri soprannaturali per vendicarsi.

## Citazioni cinematografiche
- Kerry, studente dotato di poteri soprannaturali, è così chiamato in onore di Carrie White, la protagonista del film Carrie - Lo sguardo di Satana.
- In una scena del film Kerry menziona la serie televisiva Ai confini della realtà